# FS E492 sorozat
Az FS E492 sorozat egy olasz Bo’Bo’ tengelyelrendezésű villamosmozdony-sorozat volt. A TEAM (Consorzio Italiano per la Trazione Elettrica Alternata Monofase - az egyfázisú váltakozóáramú villamosvontatás érdekében létrejött olasz konzorcium) által tervezett E491 és E492 típusú mozdonycsaládból 1986 és 1990 között 25 darab készült; mechanikai részről a FIAT Ferroviaria, elektromos részről pedig az Ansaldo Transporti munkája van a mozdonyban, ez utóbbi nevéhez fűződik az összeszerelés is. A mozdonyokat a Szardínia szigeti hegyhát villamosítási tervéhez gyártották. Beceneve Cicciolina.

## Története
A 19 darab E491 (001 és 002 a nullsorozat, 003-019 a széria) és a 6 darab E492 (001 a prototípus, 002-006 a széria) többes vezérlésre alkalmas, egyfázisú váltakozóárammal (25 kV 50 Hz)-cel táplált mozdonyok, melyek alkalmasak ingavonati, vezérlőkocsis távvezérlésre. A mozdonyok tervezésétől fogva - a lehetséges korlátok között - megpróbáltak olyan alkatrészeket, részegységeket beépíteni, melyeket az FS (Olasz Államvasutak) már alkalmazott vagy a rákövetkező években alkalmazott volna. Ezeken a mozdonyokon ugyanazokat a mikroprocesszoros kártyákat alkalmazták, melyeket az FS E453 / FS E454 típusú mozdonycsaládhoz, és az FS E402 sorozat nullszériájához fejlesztettek ki, illetve ugyanazt az alvázat és vontatómotort használták, amelyekkel az FS az E453 / E454 típus kísérleteit folytatta.
Az E491 és E492 sorozat csak a hajtás áttételében különböznek. Az E491 140 km/h végsebesség mellett 96/34, míg az E492 160 km/h mellett 96/32 áttételű, de áttétel-változtatással valamennyi mozdony képessé tehető 160 km/h sebességre.
Az első mozdony az E491 001 volt, amely az FS vonalain első kilométereit 1986 októberében tette meg, a Torino - Alessandria és a Firenze–Róma nagysebességű vasútvonalakon tett futáspróbákon. Ezt követően az E492 001 számú mozdonyon volt a sor, amely a használaton kívüli Orte - Civitavecchia vonal Civitavecchia és Aurelia között szakaszának 25 kV 50 Hz váltakozóárammal történt villamosítását követően 1987 novemberében és 1988 áprilisában először tudott közlekedni és vontatni.
A szardíniai vonal villamosítása azonban elmaradt, így a mozdonyok használhatatlanná váltak az olasz vasút 3 kV-os egyenáramú rendszerén, ezért a gépeket félreállították.
A leállítása után, az eladási lehetőségekkel párhuzamosan az FS részéről napvilágot látott néhány ötlet a mozdonyok belső részének átalakítására. Sokáig a 3 kV-os egyenáramú működésre történő átalakításról születtek elméletek, de a konstruktőrök által előrejelzett túlzott költségek miatt elvetették az ötletet. Egy másik javaslat azt tűzte ki célul, hogy létrehozzanak egy 3 részből álló oszthatatlan egységet, melyben két E491 vagy E492 mozdony közé egy megfelelő motoros átalakító járművet ékelnének a mozdonyoknak megfelelő egyfázisú vontatás és áramellátás biztosítása érdekében. A terv bonyolult kivitelezése és egy ilyen hosszú szerelvény kezelése igen gyorsan előrevetítették a javaslat elvetését.

## FS E492 a MÁV-nál
Végül 2000 elején a 25 mozdonyra versenytárgyalást írtak ki, melyre folyamatos volt az érdeklődés, de a legkomolyabb érdeklődőnek az olasz vasút a MÁV-ot ítélte. Az FS próbamozdonyt küldött Magyarországra, hogy a MÁV üzemi körülmények között is kipróbálhassa azt.
2001. március 8-án a Nyugati Pályaudvaron hivatalosan bemutatták a demonstrátormozdonyt, az E492 004 pályaszámú mozdonyt, majd némi féktechnikai módosításokat eszközöltek, ezek után három hónapon keresztül teljesített szolgálatot menetrendszerű gyorsvonatokkal Budapest – Szombathely, és tehervonatokkal Budapest - Hegyeshalom között, mialatt elvégezték a szükséges méréseket. A MÁV kijelentette, hogy a kedvező eredmények esetén a mozdonyok megvételére akkor kerülhet sor, ha az ár egy MÁV V43 sorozatú villamosmozdony átalakító nagyjavításáét nem haladja meg. (V43.2 sorozat)
A felmerült jelentős számú technikai probléma miatt azonban az olasz fél ajánlata elvesztette jelentőségét, előtérbe került egy praktikusabb új kétáramrendszerű villamosmozdony-sorozat vásárlása, és végül emellett döntött a MÁV, megrendelve a német Siemens-től a MÁV 1047 sorozatú mozdonyokat. így végül az olasz mozdonysorozat nem került a MÁV tulajdonába. A mozdony visszaadását követően a szerb vasút is kipróbálta az E492 004 mozdonyt, de ott is technikai problémák merültek fel.

## Utóélet
Hosszas hánykolódás után végül 2014-ben mondták ki a sorozat végét, a mozdonyokat átalakítás vagy továbbértékesítés helyett elbontják.[forrás?]